# Fiord de Lyngen
El fiord de Lyngen (o Lyngenfjorden en noruec), (també en sami septentrional: Ivgovuotna, kven: Yykeänvuono) és un fiord situat als municipis de Skjervøy, Nordreisa, Lyngen, Kåfjord i Storfjord, al comtat de Troms, Noruega. Amb 82 quilòmetres de llargada és el fiord més llarg del comtat de Troms. S'estén des del poble de Hatteng a Storfjord al sud fins al nord de les illes de Skjervøy. Els Alps de Lyngen es troben al llarg de la riba occidental del fiord i la ruta europea E06 es troba al llarg de la costa oriental. La part més meridional del fiord també es coneix com a Storfjorden.

## Galeria

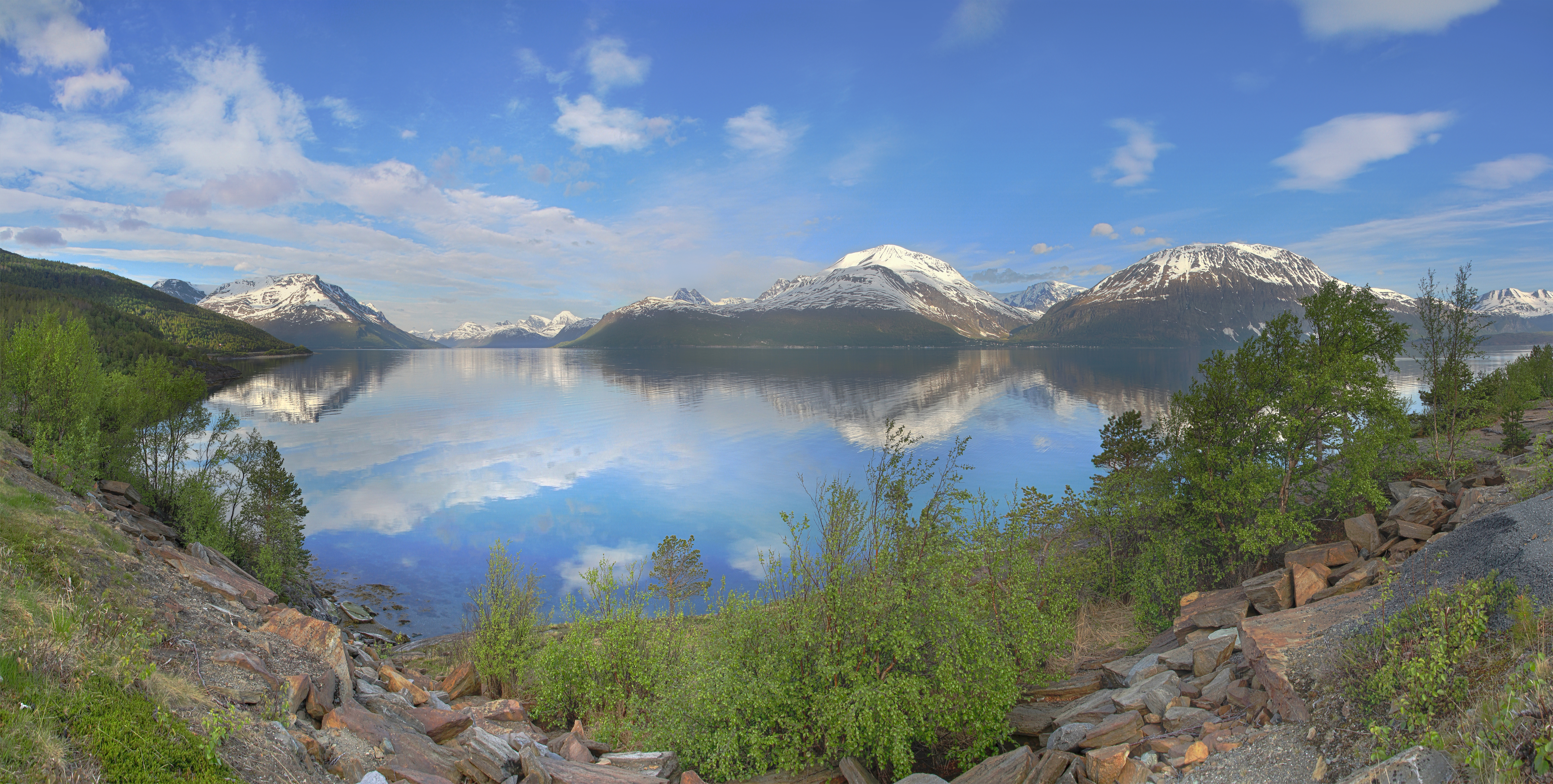
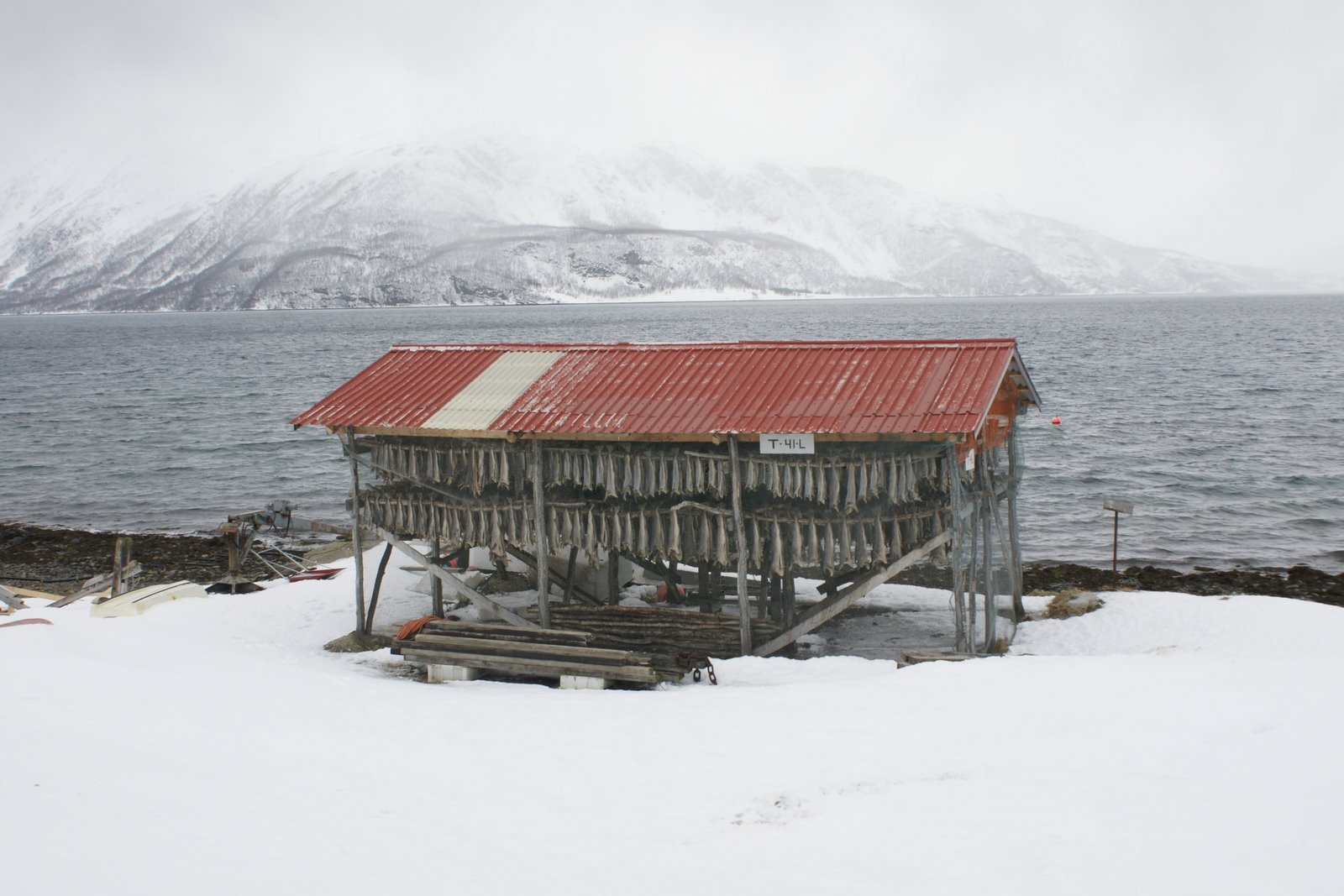
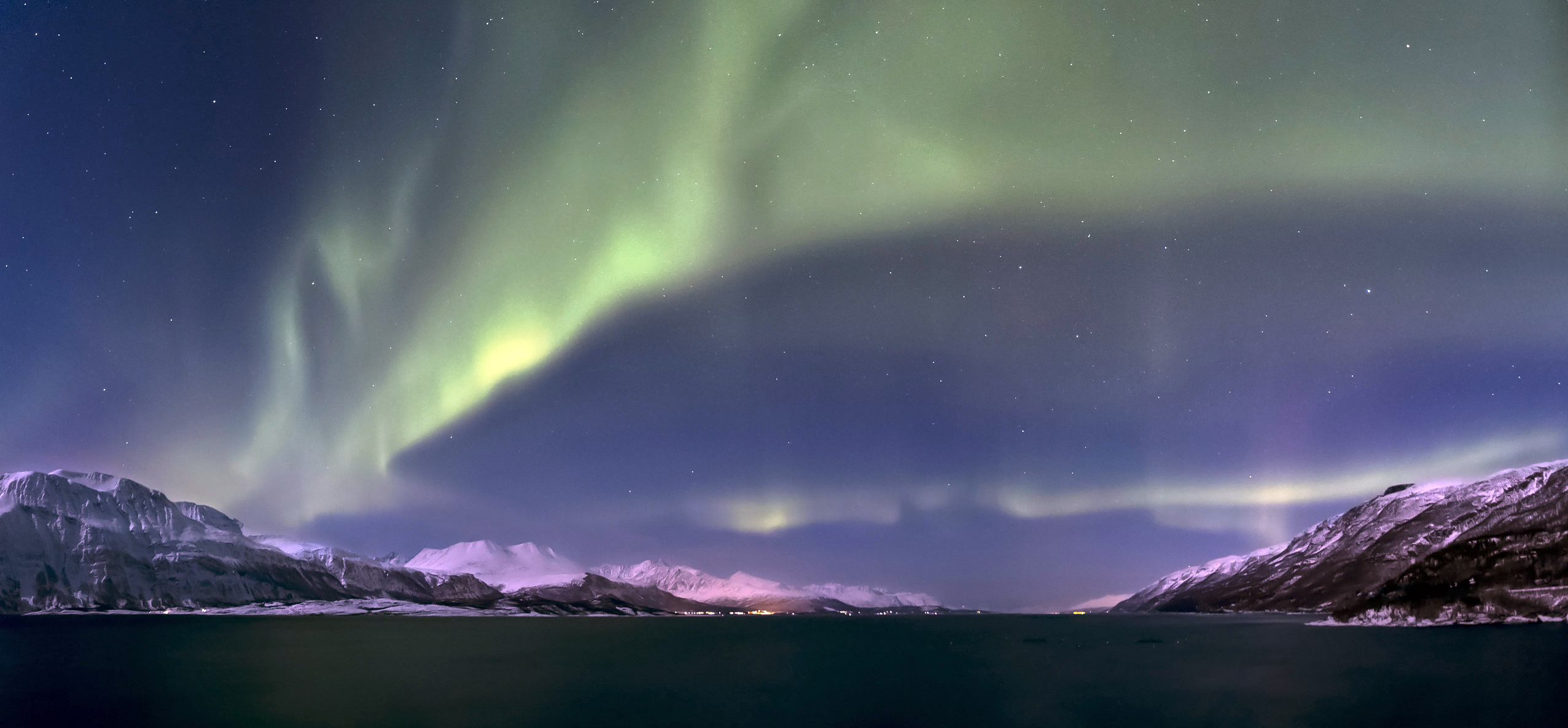
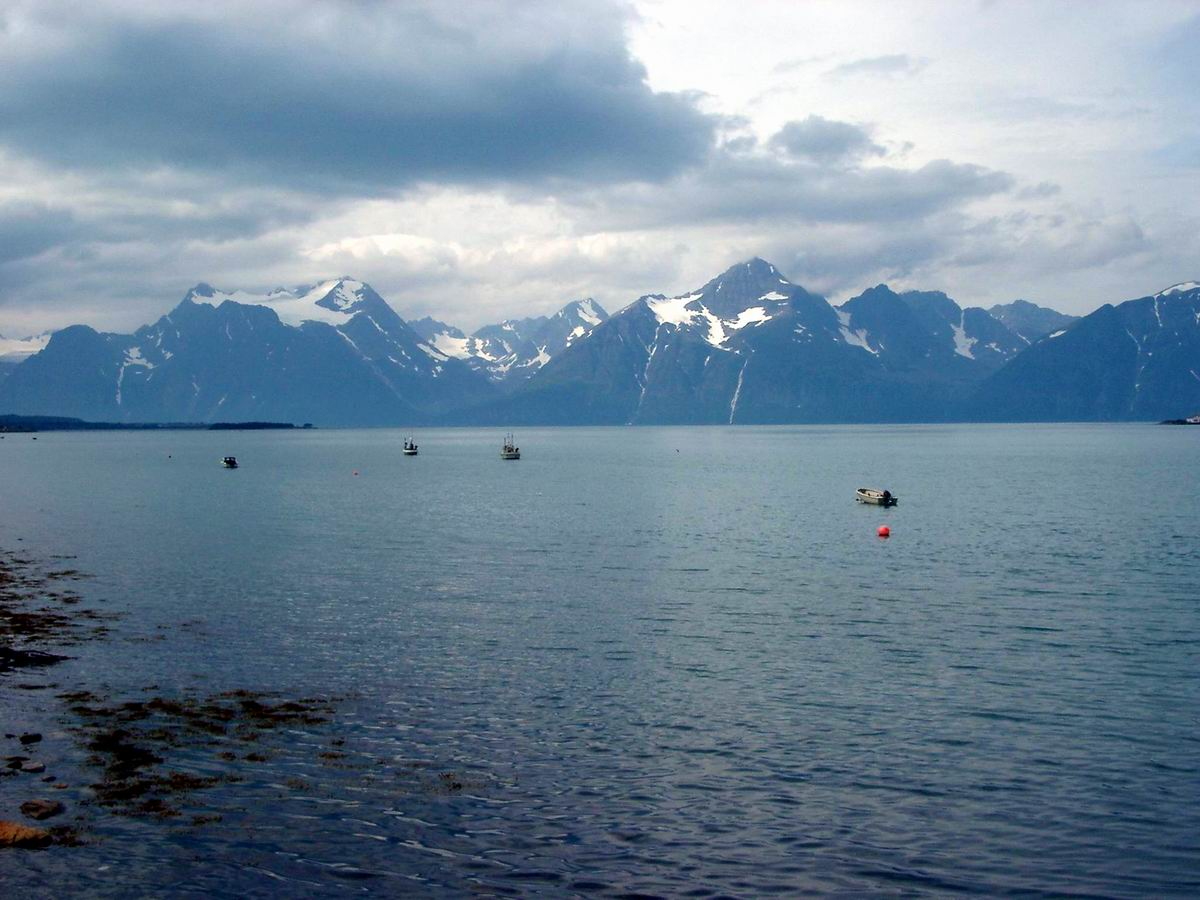